# Macromitrium divortiarum
Macromitrium divortiarum är en bladmossart som beskrevs av Aloysio Sehnem 1978. Macromitrium divortiarum ingår i släktet Macromitrium och familjen Orthotrichaceae. Inga underarter finns listade i Catalogue of Life.